# Fetițele Powerpuff
Fetițele Powerpuff (engleză: The Powerpuff Girls) este un serial de animație american cu supereroi creat de Craig McCracken pentru Cartoon Network și care a fost produs de Hanna-Barbera în primele patru sezoane iar apoi de Cartoon Network Studios pentru ultimele două sezoane. Serialul se concentrează pe Blossom, Bubbles și Buttercup, trei fetițe în vârstă de grădiniță cu superputeri. Fetele trăiesc în orașul fictiv Townsville alături de tatăl și creatorul lor, un om de știință pe nume Profesorul Utonium, și sunt chemate frecvent în ajutor de cetățenii orașului și de primar să se lupte cu ticăloși în apropiere și alți inamici folosindu-și puterile.
În cel de-al doilea an al său ca student la CalArts în 1992, creatorul serialului, Craig McCracken, a creat un film scurtmetraj, Whoopass Stew!, despre un trio de supereroi copii numiți Whoopass Girls, care a fost arătat doar la festivaluri. După o redenumire în Fetițele Powerpuff, McCracken și-a prezentat filmul de student la Cartoon Network, care a difuzat pilotul rafinat ca parte a programului de prezentare de animație World Premiere Toons pe 20 februarie 1995, alături de următorul său scurtmetraj Crime 101, care a fost difuzat pe 28 ianuarie 1996. Executivii postului au aprobat pentru un serial întreg lui McCracken, care a debutat ca un serial Cartoon Cartoons pe 18 noiembrie 1998.
Fetițele Powerpuff a fost difuzat pe Cartoon Network pentru șase sezoane, trei speciale și un film lungmetraj, ultimul episod fiind difuzat pe 25 martie 2005. În total au fost realizate 78 de episoade, inclusiv două scurtmetraje, un special de Crăciun, un film cinematografic, un special aniversar de zece ani și un special animat CGI. Spin-offuri media includ un anime, trei albume CD, o colecție home video, benzi desenate, o serie de jocuri video, un serial reboot din 2016, un al doilea reboot viitor și o varietate de mărfuri licențiate. Serialul a fost nominalizat pentru șase premii Emmy, nouă premii Annie și un premiu Kids' Choice Awards pe parcursul difuzării sale.
Premiera în România a fost în 1999 pe Cartoon Network.

## Despre serial

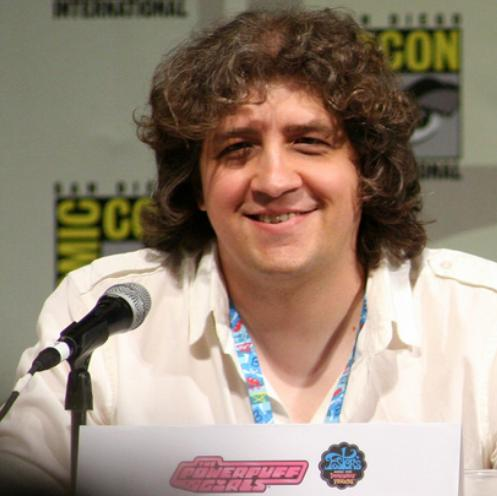
Craig McCracken, creatorul serialului de animație

Serialul se învârte asupra trei fetițe, Blossom, Bubbles și Buttercup, cunoscute ca fetițele Powerpuff, care dețin din naștere superputeri. Au fost create prin combinarea ingredientelor zahăr, condimente și tot ce-i drăguț (sugar, spice and everything nice în engleză) la care s-a adăugat accidental elementul X (engl.: Chemical X). Ele își dedică viața luptei împotriva criminalității și a răului din lume în orașul Townsville, alături de creatorul și totodată tatăl lor adoptiv, Profesorul Utonium.

## Personaje

### Fetițele Powerpuff
- Blossom (în traducere floare) este poate cea mai inteligentă și isteață dintre toate fetițele. De multe ori ea le coordonează pe surorile ei și ea ia decizii importante. I s-a reproșat de către surorile ei că vrea prea des să preia controlul. Este remarcată printr-un păr lung roșcat și prin irisul ochiului său, de culoare roză. Ea deține o putere specială: suflul de gheață cu care poate îngheța orice. Culoare reprezentativă: roz.
- Bubbles (în traducere balonașe) este o fetiță cuminte, sfioasă, bună la suflet, miloasă, chiar dacă uneori este naivă. Ea poate vorbi cu veverițele și, în episodul în care Blossom a descoperit că are suflu de gheață, i s-a spus că are ca putere specială abilitatea de-a vorbi în limba spaniolă. Se remarcă printr-un păr blond și prin irisul ochiului, de culoare bleu. Ține foarte mult la părul ei, și devine violentă dacă cineva i-l strică. Culoare reprezentativă: albastru.
- Buttercup (în traducere, floarea untișor, cuvânt format din alipirea cuvintelor butter (unt) și cup (pahar) este cea mai violentă dintre fetițe. Nu este foarte isteață, ba chiar naivă uneori și nici nu învață foarte bine. Are un comportament impulsiv și este de multe ori nepoliticoasă, dar este determinată să lupte mereu curajos împotriva forțelor răului. Se remarcă printr-un păr brunet tăiat scurt și prin irisul verde a ochilor. Culoare reprezentativă: verde.

Ele au următoarele superputeri:
- Super forță
- Zbor
- Super viteză
- Vedere cu raze X
- Abilitatea de a detecta o varietate mare de mișcări
- Invulnerabilitate limitată
- Capacitatea de a nu supraviețui în spațiul exterior
- Țipete sonice
- Felina de foc
- Triplu atac din toate parțile
- Dublarea propriei imagini
- Gruparea sub formă de minge
- Gruparea în spirală
- Triplu atac frontal
- Matrix
- Ochi bulbucați

### Prieteni
- Profesorul Utonium este savantul care le-a creat accidental pe cele trei fetițe din ceva dulce, acrișor și ceva fermecător, peste care a vărsat, accidental, elementul X. Acum el este ca un tată pentru fetițe, el iubindu-le foarte mult și crescându-le ca pe copiii lui.
- Domnișoara Keane este învățătoarea celor trei fetițe. Aceasta le permite eroinelor să plece de la școală atunci când în oraș există o urgență.
- Primarul orașului este un primar chel, bătrân, scund, ce poartă monoclu și are un comportament pueril. Mâncarea lui preferată sunt murăturile. În unele episoade el le sună pe cele trei fete spunând ca e o urgență, însă acesta dorește doar ca ele să-i deschidă borcanul cu murături.
- Domnișoara Sara Bellum este frumoasa asistentă a primarului care se ocupă de lucrurile de care primarul nu se poate ocupa (adică ea face aproape totul). Fața ei nu a fost niciodată arătată pe parcursul serialului, aceasta fiind "tăiată" sau ascunsă în părul roșcat al acesteia. Singura dată când i-a apărut fața a fost în episodul "Maimuța vede, câinele face", dar la fel ca restul cetățenilor capul îi fusese înlocuit cu unul de câine, și în episodul special Fetițele Powerpuff sunt cele mai tari!. Ea este cea care le dă de obicei sfaturi fetelor și le ajută să iasă din diferite situații. Numele ei este un joc de cuvinte care formează cuvântul cerebel (în engleză).

### Dușmani
- Mojo Jojo este o maimuță mutantă ce locuiește într-un laborator propriu aflat în mijlocul orașului. Dorința lui cea mai mare este să le elimine pe fetițele Powerpuff, după care să conducă lumea. Are un creier uriaș, acoperit cu un fel de căciulă metalică. Mojo Jojo a fost inițial asistentul profesorului Utonium. Acesta a căpătat ură pe cele trei fetițe pentru că profesorul a ajuns să le iubească mai mult pe ele decât pe el. De fiecare dată este prins pentru crimele sale și băgat la închisoare
- Fuzzy Lumpkins este un monstru de talia unui om, cu blană de culoare roză. El pare pașnic, dar atunci când "i se încalcă proprietatea" își iese din minți și devine foarte violent. El are o mandolină la care cântă tot timpul.
- El (în original, Him) este o creatură demonică, efeminată, foarte puternică, cu piele de culoare roșie și cu clești ca cei ai crabilor.
- Gașca Cangrenă (în original, Gangreen Gang) este o gașcă formată din cinci persoane cu probleme psihice sau fizice: Ace, Șarpe, Grubber, Marele Billy, și Arturo.
- Băieții Amibă sunt niște protozoare de dimensiuni umane care, în mod hilar, se străduiesc să fie infractori dar de multe ori nu reușesc. Membrii echipei sunt:
  - Șeful, liderul echipei "Băieții Amibă". El este cel care poartă tot timpul o pălărie pe cap și le dă ordine celorlalți.
  - Micuțul, este cel mic. Poartă o șapcă întoarsă.
  - Slabul, este cel mai înalt membru al echpei.
- Băieții Poc și Pac (în original, The Rowdyruff Boys) sunt trei băieți creați de Mojo Jojo după modelul fetițelor Powerpuff, care însă doresc să pricinuiască cât mai multe necazuri orășenilor. Aceștia sunt Brick, Boomer și Butch sunt diferiți de fetițele Powerpuff pentru că au corneea ochilor roșu închis la Brick și părul portocaliu ca Blossom, corneea ochilor verde închis la Butch și părul negru ca Buttercup, corneea ochilor bleu închis la Boomer și părul blond ca Bubbles, dar și pentru faptul că nu poartă rochii sau pantofi de fete negri cu dres alb ca în culorile fetițelor Powerpuff, ci poartă haine și adidași negri cu șireturi albe băiețești de băieți de cartier în culorile lor de culoare închisă.
- Prințesa Vreau Bani (în original, Princess Morbucks) este o fetiță foarte bogată al cărui "tati" nevăzut la față, îi permite să-și cumpere orice-și dorește. Este invidioasă pe fetițele Powerpuff pentru că vrea cu tot dinadinsul să obțină și ea superputeri.
- Seduca (în original, Sedussa) este o ticăloasă care are ca armă părul ei foarte lung și negru. Ei îi place să fie bogată și adesea jefuiește bănci și bijuterii. Este o ticăloasă cu un corp foarte flexibil mișcându-se foarte bine. Seduca se consideră o doamnă și vrea să primească întotdeauna tot ce-i mai bun. Aceasta le urăște pe fetițele Powerpuff și de asemenea pe Miss Bellum care a învins-o în trecut. A rămas fără păr din cauza fetițelor Powerpuff și din cauza lui Sarah Bellum iar în episoadele recente ea încearcă să se răzbune împreună cu Gașca Cangrenă dar desigur nu reușește. Își iubește cel mai mult pe lume părul după care suferă acum, fiind pierdut.
- Monștrii sunt alți dușmani ai fetelor Powerpuff sunt toți monștrii din oraș. Desigur, le creează necazuri cetățenilor din Townsville. Un singur episod a avut titlu, specificabil unui monstru: 3 fete și un monstru.
- Arhanghelii Durerii sunt niște răufăcători care au făcut rău în trecut, au îmbătrânit, dar nici la bătrânețe nu se lăsau de jefuit bănci. Blossom le-a spus lui Buttercup și Bubbles să nu-i mai bată fiindcă sunt bâtrâni și ele n-au lovit niciodată vreun bătrân, când au venit supereroii din trecut care au înțeles de la Fetițele Powerpuff că nu este bine să lase orașul să domine de hoți sau criminali unul din ei cel mai slab a fost doborât, după aceea a căzut pe jos, cel gras le-a spus opriți-vă arhangheli ai durerii sunteți eliminați însă a căzut datorită bătrâneții, arhanghelii durerii au ca semn un craniu pe tricouri.
- Lenny Baxter este un faimos colecționar de păpuși mai exact un colecționar de cărți de benzi desenate, care devine un infractor prin faptul că le răpește pe fetițele Powerpuff închizându-le în cutii pentru a le vinde, asta era o idee de-a sa pentru a face bani și el pe lângă asta era și colecționar de păpuși, însă Profesorul Utonium a considerat că n-a făcut bine ce-a făcut, și atunci a rupt cutiile și fetițele Powerpuff ies din cutii, iar Lenny Baxter este arestat pentru asta și va sta mult timp.
- Familia Smith
- Major Man nu este un dușman dar acesta salvează oameni fiindcă este supererou.
- Cat Man Do o pisică drăguță care hipnotizează oameni aceasta a reușit să-l hipnotizeze pe Profesorul Utonium.
- Boogie Man
- Elmer Sglue este un elev din clasa domnișoarei Keane care mănâncă lipici, acesta mâncând mult lipici s-a transformat într-un monstru din lipici.
- Abra Cadaver este un zombi magician.
- Roach Coach acesta este un gândac care controlează creierul unui om fals acesta și-a creat o armată de gândaci care să le oprească pe fetițele Powerpuff.
- Leech este un ticălos spărgător de bănci pasiunea și plăcerea sa ciudată este să sugă orice inclusiv din craniile locuitorilor din Townsville a reușit să sugă și din craniul primarului din Townsville dar și un rubin roșu din burta unui indian chiar și din capul acestuia este foarte înfricoșător și periculos pentru Townsville bineînțeles că fetițele Powerpuff l-au oprit să mai sugă din craniile răufăcătorilor din Townsville și acesta a fost arestat.
- Domnul Mimă este un clovn colorat care era vesel dar într-o zi acesta a fost vrăjit, a devenit rău și apoi culorile i-au dispărut, au devenit alb și negru.

A reușit astfel ca tot orașul să-l facă alb și negru asta până când fetițele Powerpuff cântă un cântec împreună și readuc culorile în orașul Townsville. Clovnul este apoi arestat și va avea mult timp să se gândească la ce a făcut. 
- Mask Cara este o ticăloasă care este specialistă în machiaj. Ei îi place să machieze foarte mult, avea în plan să machieze toți locuitorii din Townsville. Și chiar reușește să-i machieze pe toți locuitorii orașului Townsville inclusiv Domnișoara Sara Bellum, Profesorul Utonium, Domnișoara Keane, Primarul dar și pe Bubbles și Buttercup chiar și orașul a avut de suferit, Blossom a fost singura neafectată de machiajul lui Mask Cara căreia i-a dejucat planul primind o cremă pentru machiaj de la Profesorul Utonium care a profitat de faptul că avea machiaj pe față punându-și o rochie și o perucă el nu era la prima experiență de acest gen se costumase și în trecut în haine de femeie etc, și a reușit Blossom să scoată cu crema pentru machiaj primită de la Profesorul Utonium machiajul lui Mask Cara apoi și locuitorilor din Townsville le dispăruse machiajul de pe față, iar Mask Cara a fost arestată și va petrece mult timp în închisoare.

## Episoade
| N/o               | Titlu în română                               | Titlu în engleză                                  |
| ----------------- | --------------------------------------------- | ------------------------------------------------- |
|                   |                                               |                                                   |
| EPISOADE PILOT    |                                               |                                                   |
|                   |                                               |                                                   |
| P1                | Faceți cunoștință cu Fuzzy Lumpkins           | Meat Fuzzy Lumpkins                               |
|                   |                                               |                                                   |
| P2                | Crima 101                                     | Crime 101                                         |
|                   |                                               |                                                   |
| SEZONUL 1         |                                               |                                                   |
|                   |                                               |                                                   |
| 01                | Insectocid                                    | Insect Inside                                     |
| 01                | Blufful Powerpuff                             | Powerpuff Bluff                                   |
|                   |                                               |                                                   |
| 02                | Maimuța vede, câinele face                    | Monkey See, Doggy Do                              |
| 02                | Draca mumică                                  | Mommy Fearest                                     |
|                   |                                               |                                                   |
| 03                | Caracatița cea rea                            | Octi Evil                                         |
| 03                | Hai noroc                                     | Geshundfight                                      |
|                   |                                               |                                                   |
| 04                | Butterzob                                     | Buttercrush                                       |
| 04                | Logica lui Fuzzy                              | Fuzzy Logic                                       |
|                   |                                               |                                                   |
| 05                | Nu mi-e frică de Bau-bau                      | Boogie Frights                                    |
| 05                | Abracadavru                                   | Abracadaver                                       |
|                   |                                               |                                                   |
| 06                | Telemania                                     | Telephonies                                       |
| 06                | Dragoste cu năbădăi                           | Tough Love                                        |
|                   |                                               |                                                   |
| 07                | Competiție Majoră                             | Major Competition                                 |
| 07                | Domnul Mojo se răscoală                       | Mr. Mojo’s Rising                                 |
|                   |                                               |                                                   |
| 08                | Nu mânca lipici                               | Paste Makes Waste                                 |
| 08                | Dureri de gheață                              | Ice Sore                                          |
|                   |                                               |                                                   |
| 09                | Bubbles supărată                              | Bubblevicious                                     |
| 09                | Adevărul gol, goluț                           | The Bare Facts                                    |
|                   |                                               |                                                   |
| 10                | Regele pisică                                 | Cat Man Do                                        |
| 10                | Fuzz gârponat                                 | Impeach Fuzz                                      |
|                   |                                               |                                                   |
| 11                | Mojo maniacul                                 | Just Another Manic Mojo                           |
| 11                | Pantonimul                                    | Mime For A Change                                 |
|                   |                                               |                                                   |
| 12                | Băiețeii Pop și Paf                           | The Rowdyruff Boys                                |
|                   |                                               |                                                   |
| 13                | O vai, Dynamo                                 | Uh Oh… Dynamo                                     |
|                   |                                               |                                                   |
| SEZONUL 2         |                                               |                                                   |
|                   |                                               |                                                   |
| 14                | Cu nasul pe sus, sus și la drum               | Stuck Up, Up And Away                             |
| 14                | Școală zguduită                               | School House Rocked                               |
|                   |                                               |                                                   |
| 15                | Colecție                                      | Collect Her                                       |
| 15                | Super răufăcătorul                            | Supper Villain                                    |
|                   |                                               |                                                   |
| 16                | La mulți ani                                  | Birthday Bash                                     |
| 16                | Numai am chef                                 | Too Pooped To Puff                                |
|                   |                                               |                                                   |
| 17                | Somnul de veci                                | Dream Scheme                                      |
| 17                | Ai pierdut                                    | You Snooze, You Lose                              |
|                   |                                               |                                                   |
| 18                | Mănâncă legumele                              | Beat Your Greens                                  |
| 18                | Miroși urât                                   | Down ’N’ Dirty                                    |
|                   |                                               |                                                   |
| 19                | Salvează situația                             | Slave The Day                                     |
| 19                | Cei doi Mojo                                  | Los Dos Mojos                                     |
|                   |                                               |                                                   |
| 20                | O altă latură a Lui Blossom                   | A Very Special Blossom                            |
| 20                | Lumina zilei                                  | Daylight Savings                                  |
|                   |                                               |                                                   |
| 21                | Planul lui Mojo                               | Mo Job                                            |
| 21                | Plouă cu Bibo                                 | Pet Feud                                          |
|                   |                                               |                                                   |
| 22                | Prietenul imaginar                            | Imaginary Fiend                                   |
| 22                | Microbi                                       | Cootie Gras                                       |
|                   |                                               |                                                   |
| 23                | Aventurile într-o zi ploioasă                 | The Powerpuff Girls Best Rainy Day Adventure Ever |
| 23                | Așa merită                                    | Just Desserts                                     |
|                   |                                               |                                                   |
| 24                | Sora cea trăsnită                             | Twisted Sister                                    |
| 24                | Superstiții                                   | Cover Up                                          |
|                   |                                               |                                                   |
| 25                | Demonul Vitezei                               | Speed Demon                                       |
| 25                | Mojo Jonesin                                  | Mojo Jonesin’                                     |
|                   |                                               |                                                   |
| 26                | Ceva nu e în regulă                           | Something’s A Ms.                                 |
| 26                | Petrecere cu dușmani                          | Slumbering With The Enemy                         |
|                   |                                               |                                                   |
| SEZONUL 3         |                                               |                                                   |
|                   |                                               |                                                   |
| 27                | Căzuți la datorie                             | Fallen Arches                                     |
| 27                | Marele eveniment                              | The Mane Event                                    |
|                   |                                               |                                                   |
| 28                | Departe de Townsville                         | Town And Out                                      |
| 28                | Copil problemă                                | Child Fearing                                     |
|                   |                                               |                                                   |
| 29                | Zig zag                                       | Criss Cross Crisis                                |
|                   |                                               |                                                   |
| 30                | Ochelarii lui Bubbles                         | Bubble Vision                                     |
| 30                | Adoptat și abrogat                            | Bought And Scold                                  |
|                   |                                               |                                                   |
| 31                | Twiggy pus pe treabă                          | Getin’ Twiggy With It                             |
| 31                | Un polițist rău                               | Cop Out                                           |
|                   |                                               |                                                   |
| 32                | Comoara din cereale                           | Jewel Of The Aisle                                |
| 32                | Super zeroine                                 | Super Zeroes                                      |
|                   |                                               |                                                   |
| 33                | 3 fete și un monstru                          | Three Girls And A Monster                         |
| 33                | Maimuța și câinii                             | Monkey See, Doggy Two                             |
|                   |                                               |                                                   |
| 34                | Catastrofa                                    | Catastrophe                                       |
| 34                | Bombonele                                     | Candy Is Dandy                                    |
|                   |                                               |                                                   |
| 35                | Un bufon în balon                             | Hot Air Buffoon                                   |
| 35                | Complot cu jucării                            | Ploys ’R’ Us                                      |
|                   |                                               |                                                   |
| 36                | Adăpost de animale                            | Helter Shelter                                    |
| 36                | Lipitoarea hoață                              | The HeadSucker’s Moxy                             |
|                   |                                               |                                                   |
| 37                | Power-Prof                                    | Power Prof.                                       |
|                   |                                               |                                                   |
| 38                | Super ticălosi                                | Power Lunch                                       |
| 38                | Luptă dreaptă                                 | Equal Fights                                      |
|                   |                                               |                                                   |
| 39                | Bitălșii                                      | Meet The Beat-Alls                                |
| 39                | Decadență                                     | Moral Decay                                       |
|                   |                                               |                                                   |
| SEZONUL 4         |                                               |                                                   |
|                   |                                               |                                                   |
| 40                | Nebunia filmului                              | Film Flam                                         |
|                   |                                               |                                                   |
| 41                |                                               | All Chalked Up                                    |
|                   |                                               |                                                   |
| 42                | Înapoi, Jojo                                  | Get Back, Jojo                                    |
|                   |                                               |                                                   |
| 43                | Ghicitori                                     | Him Diddle Riddle                                 |
|                   |                                               |                                                   |
| 44                | Doar pentru membrii                           | Members Only                                      |
|                   |                                               |                                                   |
| 45                | Bate-l                                        | Knock It Off                                      |
|                   |                                               |                                                   |
| 46                | Super prietenii                               | Super Friends                                     |
|                   |                                               |                                                   |
| 47                |                                               | Nano Of The North                                 |
|                   |                                               |                                                   |
| 48                | Veverița Rădăcină                             | Stray Bullet                                      |
|                   |                                               |                                                   |
| 49                | Kin forțat                                    | Forced Kin                                        |
|                   |                                               |                                                   |
| 50                | Îmi place Ms. Keen                            | Keen On Keane                                     |
| 50                | Nu prea grozava Blossom                       | Not So Awesome Blossom                            |
|                   |                                               |                                                   |
| 51                | Power-Noia                                    | Power-Noia                                        |
|                   |                                               |                                                   |
| 52                | Nimic special                                 | Nuthin’ Special                                   |
| 52                | Vecini                                        | Neighbor Hood                                     |
|                   |                                               |                                                   |
| SEZONUL 5         |                                               |                                                   |
|                   |                                               |                                                   |
| 53                | Orașul monștrilor                             | Monstra City                                      |
| 53                | Mai taci din gură!                            | Shut The Pup Up!                                  |
|                   |                                               |                                                   |
| 54                | Văd un desen amuzant în viitorul tău          | I See A Funny Cartoon In Your Future              |
| 54                | Octi dus                                      | Octi Gone                                         |
|                   |                                               |                                                   |
| 55                | Pâine prăjită în oraș                         | Toast Of The Town                                 |
| 55                | Dezbină și cucerește                          | Divide And Conquer                                |
|                   |                                               |                                                   |
| 56                | Un hoț alarmat                                | Burglar Alarmed                                   |
| 56                | Nuntă cu împușcături                          | Shotgun Wedding                                   |
|                   |                                               |                                                   |
| 57                | Salvați-l pe Mojo                             | Save Mojo                                         |
| 57                | Suplinitorul                                  | Substitute Creature                               |
|                   |                                               |                                                   |
| 58                | S-au întors băieții                           | The Boys Are Back In Town                         |
|                   |                                               |                                                   |
| 59                | Privește-mă și simte-mă, Gnomule              | See Me, Feel Me, Gnomey                           |
|                   |                                               |                                                   |
| 60                | Fetițele Pipipuff                             | The Pee Pee G’s                                   |
| 60                | Jucării pentru băieței                        | Boy Toys                                          |
|                   |                                               |                                                   |
| 61                | Sămânța răului                                | Seed No Evil                                      |
| 61                | Orașul Clipsville                             | The City Of Clipsville                            |
|                   |                                               |                                                   |
| 62                | Minciuni în casă                              | Lying Around The House                            |
| 62                | Bubble Boy                                    | Bubble Boy                                        |
|                   |                                               |                                                   |
| 63                | Documentarul despre Fetițele Powerpuff        | The Powerpuff Girls: A Documentary                |
| 63                | Fetițele înmuiate                             | Girls Gone Mild                                   |
|                   |                                               |                                                   |
| 64                | Înjurături                                    | Curses                                            |
| 64                | Poc pentru un dolar                           | Bang For Your Buck                                |
|                   |                                               |                                                   |
| 65                | Tăcere                                        | The Silent Treatment                              |
| 65                | Dulce, acrișor                                | Sweet ’N’ Sour                                    |
|                   |                                               |                                                   |
| SEZONUL 6         |                                               |                                                   |
|                   |                                               |                                                   |
| 66                | Primate                                       | Prime Mates                                       |
| 66                | Lovitură de stat                              | Coupe D’Etat                                      |
|                   |                                               |                                                   |
| 67                | Un zen pentru mine                            | Makes Zen To Me                                   |
| 67                | Spune, unchiule                               | Say Uncle                                         |
|                   |                                               |                                                   |
| 68                | Haos total                                    | Reeking Havoc                                     |
| 68                | Dynamo trăiește                               | Live & Let D.Y.N.A.M.O.                           |
|                   |                                               |                                                   |
| 69                | Mo’ Lingheză                                  | Mo’ Linguish                                      |
| 69                | Oops, iar am făcut-o!                         | Oops, I Did It Again                              |
|                   |                                               |                                                   |
| 70                | O poveste inventată                           | A Made Up Story                                   |
|                   |                                               |                                                   |
| 71                | Interpretări greșite                          | Little Miss Interprets                            |
| 71                | Primarul de noapte                            | Night Mayor                                       |
|                   |                                               |                                                   |
| 72                | Lupta pentru custodie                         | Custody Battle                                    |
| 72                | Orașul nebunilor                              | The City Of Nutsville                             |
|                   |                                               |                                                   |
| 73                | Aspirații                                     | Aspirations                                       |
|                   |                                               |                                                   |
| 74                | Nu e copilul meu!                             | That’s Not My Baby!                               |
| 74                | Simian spune                                  | Simian Says                                       |
|                   |                                               |                                                   |
| 75                | Strigăte sub soare                            | Sun Scream                                        |
| 75                | Orasul încruntaților                          | The City Of Frownsville                           |
|                   |                                               |                                                   |
| 76                | Vestul în pioneze                             | West In Pieces                                    |
|                   |                                               |                                                   |
| 77                | Puffuri amestecate                            | Crazy Mixed Up Puffs                              |
| 77                | Mizzen în acțiune                             | Mizzen In Action                                  |
|                   |                                               |                                                   |
| 78                | Care e ideea                                  | What’s The Big Idea                               |
| 78                | Luptă dură                                    | Roughing It Up                                    |
|                   |                                               |                                                   |
| FILM              |                                               |                                                   |
|                   |                                               |                                                   |
| F1                | Fetițele Powerpuff: Filmul                    | The Powerpuff Girls Movie                         |
|                   |                                               |                                                   |
| EPISOADE SPECIALE |                                               |                                                   |
|                   |                                               |                                                   |
| ES1               | Lupta dinaintea Crăciunului                   | Twas The Fight Before Christmas                   |
|                   |                                               |                                                   |
| ES2               | Fetițele Powerpuff sunt cele mai tari!        | The Powerpuff Girls Rule!!!                       |
|                   |                                               |                                                   |
| ES3               | Fetițele Powerpuff: Dans cu pantalonii-n vine | The Powerpuff Girls: Dance Pantsed                |
|                   |                                               |                                                   |